# جعفر الخرسان
السيّد جعفر بن أحمد بن درويش الموسوي يعرف عمومًا بـالخَرسان (19 أبريل 1802 - 5 أبريل 1886) شاعر وناثر عثماني عراقي من أهل القرن التاسع عشر الميلادي/ الثالث عشر الهجري. ولد في النجف ونشأ بها في عائلة عريقة موسوية التي لقبت بـ«الخرسان» نسبة إلى أبي الفتح الأخرس. أخذ عن والده أولًا، ثمّ حضر الأبحاث العالية في الفقه وأُصوله على مرتضى الأنصاري وعليه تخرج. كان ملما بالأدب وقد أرّخ كثيرًا من حوادث التاريخ المهمة في مجاميعه الشعرية الستة المخطوطة. اتصل بالولاة العثمانيين والشخصيات الكبيرة العراقية في عصره، مدح البعض وهجاء بعضهم. توفي في مسقط رأسه عن 83 عامًا ودفن في العتبة العلوية بمقبرة الأُسرة. له ديوان شعر وديوان رسائل عدا مجموعاته الستة. 

## سيرته
جعفر بن أحمد بن درويش بن محسن بن شكر بن مسعود الموسوي النجفي. ولد في النجف يوم 17 ذو الحجة 1216/ 19 أبريل (نيسان) 1802 ونشأ بها. ينتمي إلى عائلة عريقة نجفية موسوية، لقبوا بـ«الخرسان» نسبة إلى أبي الفتح الأخرس وينسبون إلى محمد العابد بن موسى الكاظم. درس على عمه محسن الخرسان أولًا ثم على مرتضى الأنصاري فأخذ مقدمات العلوم الدينية ودرس الفقه والأصول. رغب إلى الأدب والشعر.

عجز عن الكلام آخر عمره وبقي في وضع صحيّ غير محمود حتى توفي في النجف يوم 2 رجب 1303/ 5 أبريل (نيسان) 1886 ودفن في الصحن الحيدري بالعتبة العلوية بمقبرة الأُسرة حجرة رقم 9. 

## مهنته
كان شاعرًا وناثرًا، وعالمًا دينيًا وأدبيًا، له أثرٌ في الحياة الاجتماعية في النجف وله مكانته. له مع زعماء وقته من العلماء ورؤساء العشائر وأرباب الحكم العثماني صلات وعلاقات، مدح بعضهم كما هجا وذم الآخر. جرت بينه وبينهم مطارحات ومراسلات شعرية. تجلّت عنه مواقف عديدة في القضايا الاجتماعية والسياسية التي حصلت في النجف وخارجها، كأحداث لزقرت والشمرت، وبعض الأحداث الأخرى التي وقعت في منطقة الهندية وغيرها. 

### شعره
جاء في معجم البابطين «شعره يجري في الأغراض التقليدية التي عرفها عصره، في مقدمتها مديح أشياخه ورثاؤهم، وله ميل إلى صياغة الحكم والآداب واستخلاص الدروس، أما مراسلاته مع شعراء زمانه فإنها تكشف عن دماثته وظرفه. وللشاعر قدرة على إطالة النفس واستجلاب القوافي، مع كثرة القطع من البيتين والثلاثة الأبيات.» 

## آثاره
ترك عدة مجاميع أدبية مخطوطة تضم بعض أخبار الأدباء والشعراء وأدبهم، كما تضم شعره. من كتبه مطبوعة:
- «تحفة العاشقين في الأدعية والزيارات»، مؤسسة الخرسان للمطبوعات، 2004

## وصلات خارجية
- في بوابة الشعراء